# Ситка (Аљаска)
Ситка (енгл. Sitka) град је у америчкој савезној држави Аљаска.
Овај град је био средиште Руске Америке до 1867.

## Историја
Изворни становници овога краја били су Индијанци Тлингит, а први Европљани који су допловили до њега били су Руси године 1741. Њихов први гувернер Аљаске Александар Баранов дао је у јулу 1799. изградити тврђаву св. Михајло. Тврђаву су разорили Индијанци Тлингит 1802. године. Након тога је гувернер Баранов на истом мјесту 1804. основао град Новоархангељск (рус. Новоархангельск) и премјестио управу Руско-америчке компаније с острва Кодиак у нови град. Свечана примопредаја Аљаске Сједињеним Америчким Државама, од дотадашњих власника (Царске Русије), одржана је у граду 18. октобра 1867. Послије тога почело се користити старо индијанско име за тај локалитет Ситка, које значи изван острва Схи (Бараноф). Постоји и индијанско племе Ситка. Све до 1906. Ситка је била управно средиште Аљаске, а те године то је постао Џуно. У доба Другог свјетског рата Америчка ратна морнарица изградила је поморску базу, па је становништво града у то вријеме нарасло на око 40.000 људи. Данас се том базом служи Америчка обалска стража.

### Ситка 1852. године, по опису Томе Скалице
Први познати Србин (католик) који је опловио свијет, Брођанин Томо Скалица, је писао о овом граду у којем је био 1852. године. Он је због својих српских политичких активности (пријатељ и сарадник му је био српски агент Андрија Торкват Брлић) морао на неко вријеме напустити свој родни крај и кренуо је на пут око свијета. О овомо граду је написао да је био опасан тврдим бедемом и имао је до 1500 становника: Финаца, Руса, домородаца... Описао је обичаје домородаца које назива дивљацима. Примитивни су и доста ратују између себе. Ако непријатеља улове, поједу га, јер сматрају да тиме добијају његову снагу. Једна жена (као и раније неке друге, то је био обичај) се добовољоно јавила да је убију и рођаци су јој испунили жељу. Мотив јој је био да двори неког цара када умре. Главу су јој сатрли између два дрвета и потом су је спалили. Плесали су коло око ње и прескакали ватру. Пепео таквих ритуалних жртава су похрањивали на посебно мјесто, у кућице у облику наших кошница. Људи су носили необрађену кожу животиња, а рибе и животиње су јели сирове. Жене су им биле питомије, а мушкарци никада не би дошли на њихов брод, само су пловили чамцима око брода, чудећи се странцима. Купали су се свако јутро и по један сат би били у хладној води, међу сантама леда. Затим су се шибали, да се угрију. Госте су примали тако да их загрле, уз нарицање и сузе. Краљ им је носио униформу руског официра. Код њега су се свако вече окупљали и одржавали свој концерт, који је вика и урлање уз два велика бубња. С горућим бакљама трчали би до мора и пуцали су из пушака и пиштоља у море, па су опет трчали у кућу свог вође, краља. Тако су се припремали за евентулани оружани сукоб с непријатељима. Дивљаци су пар пута насртали на Русе, који су их се плашили. Да су се они ујединили, руске колоније се не би одржале, али уједињење је било немогуће због њиховог примитивизма, које се манифестовало сталним непријатељством међу племенима. У руској црквици неки дивљаци су службу гледали с лулама у устима, као какву забавну игру. Руски град је имао око 600 топова. У Ситки, осим оне међу палисадама, била је још једна прекрасан руска црква и једна лутеранска у којој се недјељом служило на финском, шведском и њемачком језику. У граду је била и једна пивара (пиваре су биле међу првим стварима које би се градиле у колонијама, а које су у тој дивљини биле веза с цивилизацијом). Најбоља је била губернаторска кућа, од дрвета, на три спрата. Новац је у Ситки био, као и свуда у руској Америци, кожа животиња која је имала царски печат. Прави новац је у граду био строго забрањен, а Томо Скалица је тај локални новац касније (1853. године) из Хонолулуа послао за успомену својим родитељима у Славонију.

## Демографија
По попису из 2010. године број становника је 8.881, што је 46 (0,5%) становника више него 2000. године.
| Група             | 2000.         | 2010.         |
| Белци             | 5.927 (67,1%) | 5.641 (63,5%) |
| Афроамериканци    | 28 (0,3%)     | 47 (0,5%)     |
| Азијати           | 335 (3,8%)    | 529 (6,0%)    |
| Хиспаноамериканци | 290 (3,3%)    | 437 (4,9%)    |
| Укупно            | 8.835         | 8.881         |

## Знаменитости
- Саборна црква Архангела Михаила